# Иванов, Аркадий Александрович
Аркадий Александрович Иванов (1902—1956) — советский учёный-геолог, доктор геолого-минералогических наук (1944), член-корреспондент АН СССР (1953).
Автор печатных работ, в том числе двух монографий. Председатель Уральских отделений Всесоюзного минералогического и Всесоюзного географического обществ.

## Биография
Родился 6 ноября (19 ноября по новому стилю) 1902 года в городе Каинске Томской губернии.
По окончании в 1926 году Томского технологического института, переехал на Урал, где проработал бо́льшую часть своей жизни. Первоначально работал в Нижне-Тагильском платиновом приисковом управлении треста «Уралплатина». В 1933 году был назначен главным геологом треста «Уралзолото». С этого времени он занимался разведкой и эксплуатацией многочисленных золоторудных месторождений Урала.
В 1938 году перешёл в геологический сектор Уральского филиала АН СССР, занявшись наукой. В 1939 году участвовал в организации в филиале Горно-геологического института, где поначалу возглавлял геологический отдел, а после получения докторской степени стал бессменным директором института (ныне — Институт горного дела УрО РАН). В 1953 году он стал членом-корреспондентом Академии наук СССР, был заместителем председателя Президиума и председатель редакционно-издательского отдела АН СССР.
Умер 20 июля 1956 года в городе Свердловске. Похоронен на городском Ивановском кладбище. На родине ученого его именем названа одна из улиц города.
Был награждён орденами Трудового Красного Знамени и Знак Почета, а также медалями, в числе которых «За доблестный труд в Великой Отечественной войне».